# SciPlore MindMapping
SciPlore MindMapping es una aplicación de mind mapping programada en Java. Se encuentra bajo licencia GPL y se basa en el software de código abierto FreeMind. El objetivo de SciPlore MindMapping es combinar mapas mentales con la gestión de referencia y PDF. Es especialmente adecuado para las necesidades de los investigadores y científicos que ofrece características únicas cuatro.:
- Agregado manual de claves de referencia: Con esta función, los investigadores pueden asignar una clave de referencia para el nodo de un mapa mental. Los investigadores de esta manera pueden hacer referencia a sus fuentes en el mapa mental.
- Agregado automático de claves de referencia (BibTeX): Si un archivo (por ejemplo, un PDF) depende de un mapa mental y el mismo archivo está enlazado en la base de datos bibliográfica (BibTeX), SciPlore MindMapping extrae la clave de BibTeX y le asigna el nodo correspondiente en el mapa mental.
- Importación de marcadores PDF: Cuando un usuario arrastra y suelta un PDF a un mapa mental, todos los marcadores de PDF se importan como nodos independientes y cada uno de los nodos está vinculado al archivo PDF.
- Supervisión de PDF: Cuando los nuevos PDFs se almacenan en una carpeta del disco duro del usuario, estos documentos PDF aparecen en el mapa mental.

SciPlore MindMapping se supone que es la primera herramienta de asignación de cuenta que integra la asignación de cuenta con administración de referencia y permite la importación de marcadores PDF. El software mantiene un formato de archivo compatible con FreeMind 0.9.